# Christian Reif
Pour les articles homonymes, voir Reif.
Christian Reif (né le 24 octobre 1984 à Spire) est un athlète allemand spécialiste du saut en longueur. Son club est l'ABC Ludwigshafen.

## Biographie
En 2007, Christian Reif franchit pour la première fois de sa carrière la limite des 8 mètres en réalisant 8,08 m en finale des Championnats d'Allemagne. Sélectionné grâce à ce saut pour les Championnats du monde d'Osaka, l'Allemand améliore son record personnel dès les qualifications avec 8,19 m mais ne confirme pas son état de forme en finale en ne prenant que la neuvième place du concours avec 7,95 m. Il termine quatrième de la Finale mondiale d'athlétisme de Stuttgart où il réalise une nouvelle fois un saut au-delà des 8 mètres (8,01 m). Blessé à la cuisse dès la saison suivante, il ne peut participer aux Jeux olympiques de Pékin. 
En début d'année 2010, Christian Reif remporte les Championnats d'Allemagne en salle et améliore son record personnel avec la marque de 8,10 m. Il se classe cinquième des Championnats du monde en salle de Doha avec un saut à 7,86 m. Auteur de 8,22 m à Weinheim dès le début de la saison en plein air, l'Allemand réalise 8,27 m le 30 mai lors du meeting d'Hengelo, améliorant de cinq centimètres son record personnel. Lors des qualifications des Championnats d'Europe d'athlétisme 2010, il égale son record et la meilleure marque européenne de l'année en sautant 8,27 m.
Le 1er août 2010, Christian Reif remporte les Championnats d'Europe de Barcelone en réalisant 8,47 m à son troisième essai. Il améliore d'un centimètre la meilleure performance mondiale de l'année de l'Américain Dwight Phillips. Il termine 3e de la Ligue de diamant 2010.

## Palmarès

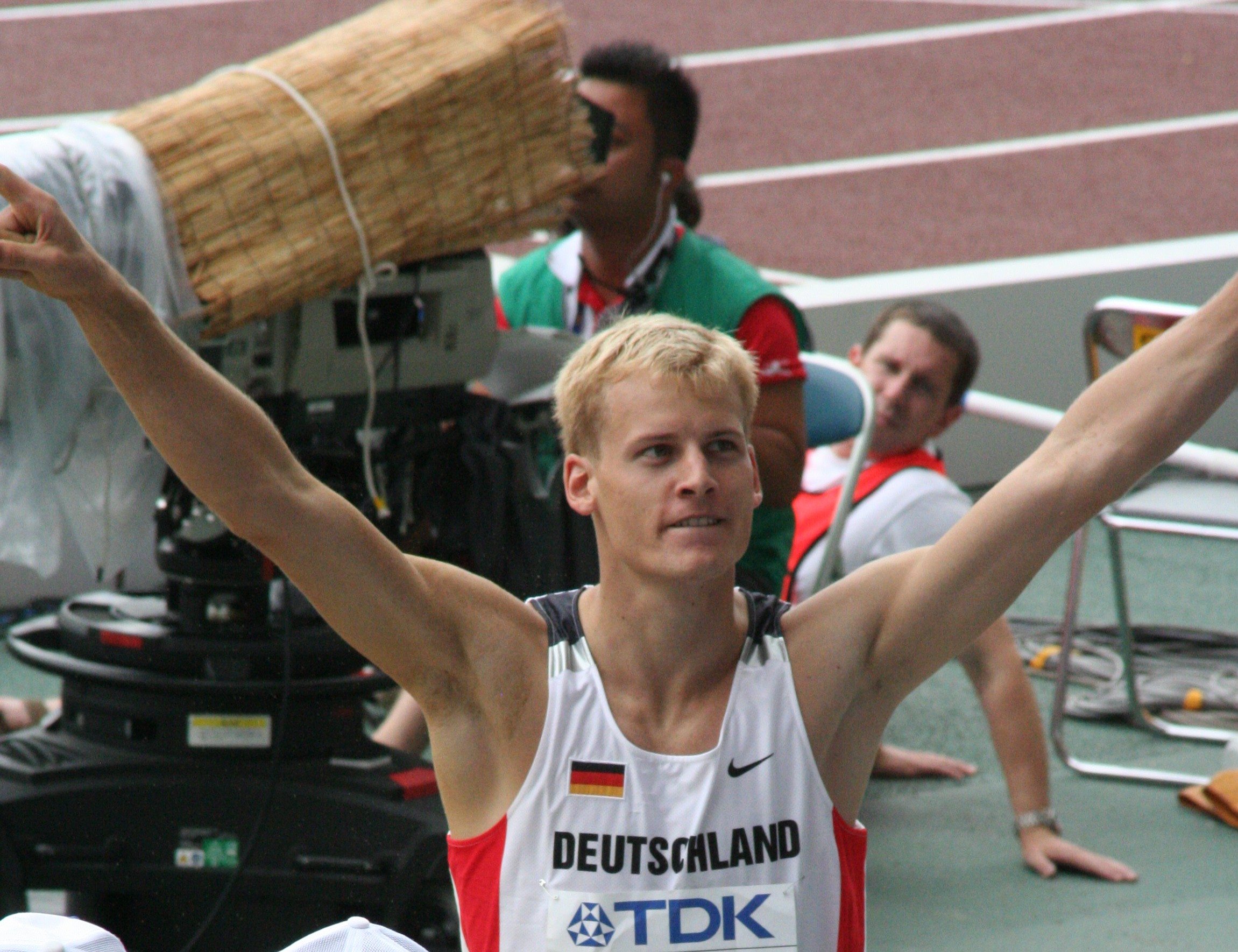
Christian Reif en 2007 lors des Championnats du monde d'Osaka.

| Date | Compétition                       | Lieu      | Place | Marque |
| ---- | --------------------------------- | --------- | ----- | ------ |
| 2007 | Championnats du monde             | Osaka     | 9e    | 7,95 m |
| 2007 | Finale mondiale                   | Stuttgart | 4e    | 8,01 m |
| 2009 | DécaNation                        | Paris     | 1re   | 8,18 m |
| 2010 | Championnats du monde en salle    | Doha      | 5e    | 7,86 m |
| 2010 | Championnats d'Europe             | Barcelone | 1er   | 8,47 m |
| 2010 | Coupe continentale                | Split     | 3e    | 7,99 m |
| 2011 | Championnats du monde             | Daegu     | 7e    | 8,19 m |
| 2013 | Championnats d'Europe en salle    | Göteborg  | 3e    | 8,07 m |
| 2013 | Championnats du monde             | Moscou    | 6e    | 8,22 m |
| 2014 | Championnats du monde en salle    | Sopot     | 8e    | 7,75 m |
| 2014 | Championnats d'Europe par équipes | Brunswick | 1er   | 8,13 m |

## Records
| Épreuve          | Épreuve      | Marque | Lieu     | Date        |
| ---------------- | ------------ | ------ | -------- | ----------- |
| Saut en longueur | En plein air | 8,49 m | Weinheim | 31 mai 2014 |
| Saut en longueur | En salle     | 8,15 m | Göteborg | 2 mars 2013 |